# Jiří Andreska
Jiří Andreska (10. října 1931 Kyje – 10. listopadu 1999 Hluboká nad Vltavou) byl český lesník, myslivecký historik, muzejník, etnograf, autor článků, knih a monografií.

## Život
Narodil se v Kyjích u Prahy. Dětství prožil v Nepomuku. Od 15 let pracoval jako lesní praktikant na lesní správě Hartmanice na Šumavě, poté čtyři roky studoval na lesnické škole v Písku.
V letech 1955-1983 působil v Zemědělském muzeu v Praze, na Konopišti a na loveckém zámku Ohrada na Hluboké, jako odborný a vědecký pracovník. Lesnickou fakultu VŠZ v Praze[zdroj?] ukončil r. 1964, studium etnografie r. 1980 jako kandidát historických věd. Věnoval se badatelské činnosti, zejména studoval dějiny lesnictví, myslivosti, rybářství a vývoje jihočeské krajiny. Mnohé výsledky jeho práce jsou dodnes přístupné v muzejních expozicích zámku Ohrada.
Po roce 1983 střídal různá zaměstnání, ponejvíce se v tomto období věnoval spisovatelské činnosti. Od roku 1961 pravidelně spolupracoval s Jihočeským rozhlasem, s Českou televizí a filmovými studii na pořadech o přírodě, zejména ptactvu a zvěři. Pro českobudějovické studio Českého rozhlasu připravil jako externí spolupracovník těžko uvěřitelných 3 000 příspěvků.
Ačkoli vystudoval Lesnickou fakultu ČVUT[zdroj?] v Praze, za své nejvýznamnější učitele pokládal celý život zoology prof. Julia Komárka a zejména Doc. Waltra Černého z Přírodovědecké fakulty v Praze. Zájem o zoologii, myslivost a historii zůstal i po jeho smrti nadále v rodině a ve svém synovi Janu Andreskovi má dodnes velmi schopného pokračovatele.

## Přehled publikační činnosti
- Jiří Andreska: Krajina studánek, autobiografický manuskript, dokončeno 1995
- Tlapák Josef: Jiří Andreska šedesátníkem, Vědecké práce Zemědělského muzea 29, Praha 1992
- Tempír Zdeněk: Za Jiřím Andreskou, Český lid, 2000